# L'ultima stazione (film)
L'ultima stazione (Die letzte Station) è un film del 1999 diretto da Bogdan Dreyer.
Commedia drammatica rumena-tedesca ambientata in Romania, negli anni successivi alla caduta di Nicolae Ceaușescu.

## Trama
Il giovane Nelu vive in uno sperduto villaggio contadino rumeno. La morte del nonno segna la fine della giovinezza. Il giorno dopo il funerale del nonno (cerimonia preceduta, poche ore prima e nella stessa chiesa, dal matrimonio della sorella), Nelu si reca a Bucarest, la capitale rumena che dopo la caduta di Ceaușescu sta attraversando un periodo tumultuoso di sviluppo economico, per trovare lavoro.
Già al suo arrivo nella stazione ferroviaria di Bucarest a Nelu viene offerto un lavoro: affiggere manifesti pubblicitari per l'agenzia di pompe funebri «Balan». Mentre Nelu è intento nel suo nuovo lavoro, da un'automobile scendono tre dipendenti di una ditta concorrente (la «Traian Miciu») che aggrediscono Nelu e lo gettano nel fiume. Condotto nella sede della prima ditta funeraria perché si rifocilli, l'aspetto triste e gentile di Nelu colpisce Balan, il proprietario dell'agenzia funeraria, che assume Nelu come rappresentante. Balan introduce Nelu all'arte funeraria: all'estetica ("Tu non lo sai, ma questo è un gran bel mestiere. C'è gente che fa carte false per andare in Egitto a vedere delle tombe: le Piramidi") e all'etica ("Cosa c'è di più importante nella vita della morte? La scimmia è scesa dall'albero quando l'uomo ha dovuto seppellire il proprio padre. Poi un giorno ti arrivano i comunisti e da allora tutte bare uguali. Per fortuna adesso c'è il mercato libero. Tu vuoi l'aria condizionata? E io ti do una bara con l'aria condizionata").
Nelu si dedica al lavoro dando prove di spirito di iniziativa e fedeltà all'azienda, in difficoltà per la concorrenza spietata da parte della ditta «Traian Miciu». Nelu tronca dapprima una relazione sentimentale con Geda, una donna sposata quando apprende che la donna è moglie di Traian Miciu, il titolare della ditta funeraria concorrente della «Balan». Riallaccia più tardi i rapporti con Geda e le carpisce il segreto commerciale della ditta rivale (importazione clandestina dalla Turchia di bare rubate).
L'arrivo del padre, venuto a far visita al figlio che non ha più data notizie di sé, ricorda a Nelu gli affetti e le tradizioni familiari. Il padre improvvisamente muore e Nelu decide di riportarne al villaggio natio il cadavere del padre perché riceva l'ufficio funebre tradizionale. Cerca di trasportare in paese la salma su un treno notturno accompagnandolo in una carrozza viaggiatori, come se fosse ancora vivo; ma il cadavere paterno non giungerà mai a destinazione.

## Distribuzione

### DVD
- L'ultima stazione; regia di Bogdan Dreyer; sceneggiatura di Leo Benvenuti et al.; musiche di Adrian Enescu; Italia: Univideom: CDI, 2010, Numero Editoriale CLE00068.